# Vlatko Stefanovski
 (janvier 2020).
Si vous disposez d'ouvrages ou d'articles de référence ou si vous connaissez des sites web de qualité traitant du thème abordé ici, merci de compléter l'article en donnant les références utiles à sa vérifiabilité et en les liant à la section « Notes et références ».
Vladimir « Vlatko » Stefanovski, né en 1957 à Prilep, est un guitariste macédonien de jazz fusion ethno-rock.
Stefanovski est l'un des fondateurs du groupe Leb i Sol avec lequel il a enregistré 14 albums entre 1978 et 1991 et avec lequel il fut reconnu sur la scène rock de l'ex-Yougoslavie. Les premiers albums du groupe développent un style ethno-rock caractérisé par une fusion du rock 'n' roll classique et d’éléments folk provenant de Macédoine. Son activité actuelle est partagé entre son nouveau groupe VS Trio, sa collaboration essentiellement acoustique avec Miroslav Tadić et la composition pour le cinéma ou le théâtre. Il a aussi collaboré récemment avec Jan Akkermann dans le registre blues.
Il est le frère du dramaturge Goran Stefanovski.
L'influence de la musique ethnique et folk de sud-est de l'Europe et plus spécifiquement de la musique macédonienne est reconnaissable dans son utilisation de métriques (5/4, 7/8) et de gammes inhabituelles.

## Discographie

### Albums
- 1990 : Zodiac (avec Bodan Arsovski - Third ear music)
- 1994 : Cowboys & Indians (Third ear music)
- 1996 : Sarajevo (Third ear music)
- 1997 : Gypsy Magic (Third ear music)
- 1998 : Kruševo (avec Miroslav Tadić - MA recordings)
- 1998 : V. S. Trio (Third ear music)
- 2000 : Live in Belgrade (avec Miroslav Tadić - Third ear music)
- 2000 : Journey to the Sun (IFR - Kalan)
- 2001 : Kino Kultura (Third ear music)
- 2003 : Kula od karti (Avalon Production)
- 2004 : Treta majka (avec Miroslav Tadić - Avalon Production)
- 2008 : Thunder From The Blue Sky (avec Jan Akkerman)

### Musique de film
- 1985 : Šmeker (Zoran Amar)
- 1986 : Za sreću je potrebno troje (Rajko Grlić)
- 1989 : Zaboravljeni (Darko Bajić)
- 1990 : Klopka (Suada Kapić)
- 1991 : Početni udarac (Darko Bajić)
- 1996 : Suicide Guide (Erbil Altanaj)
- 1996 : Nebo gori modro (Jure Pervanje)
- 1997 : Gipsy magic (Stole Popov)
- 1997 : 3 Summer Days (Mirjana Vukomanović)
- 1998 : Journey to the Sun (Yesim Ustaoglu 1998)
- 2000 : Skyhook (Ljubiša Samardžić)
- 2002 : Serafin - svjetioničarev sin (Vicko Ruić)

### Ballet
- 1989 : Zodiac (avec Bodan Arsovski)
- 1996 : Vakuum
- 1998 : Dabova šuma

### Film d'animation
- 1979 : Cirkus (Darko Markovic) avec LEB I SOL
- 1998 : Vjetar (Goce Vaskov)

### Court métrage
- 2002 : Volim vodu (Goranka Greif Soro)

### Albums avec Leb i sol
- 1978 : Leb i sol (PGP-RTB)
- 1978 : Leb i sol 2 (PGP-RTB)
- 1979 : Ručni rad (PGP-RTB)
- 1980 : Beskonačno (PGP-RTB)
- 1981 : Sledovanje (PGP-RTB)
- 1982 : Akustična trauma (PGP-RTB), double live
- 1983 : Kalabalak (Jugoton)
- 1984 : Tangenta (Jugoton)
- 1985 : Zvučni zid (Jugoton)
- 1987 : Kao kakao (Jugoton)
- 1989 : Putujemo (Jugoton)
- 1991 : Live in New York (Third ear music)
- 1995 : Anthology (Third ear music)